# Гудачи
Гудачи́ — село в Магдагачинском районе Амурской области России, административный центр сельского поселения Гудачинский сельсовет.

## География
Расположено на северо-западе Амурско-Зейской равнины, в 55 км от районного центра, пгт Магдагачи. В селе находится станция Гудачи Забайкальской железной дороги.

## История
Село Гудачи было основано в 1912 году при постройке Транссибирской железнодорожной магистрали. В 1914 году образован церковный приход. Население села в это время составляли переселенцы и мастеровые люди. Сначала здесь появились деревянные здания, бараки. Потом начали строиться жилые дома, число которых в настоящее время составляет 151 жилой дом.
В 1923 году был образован Перемыкинский сельсовет, в 1974 году переименован в Гудачинский сельсовет.
Мирное развитие села прервала Великая Отечественная война, в которой участвовали жители села. В настоящее время в селе осталось три участника Великой Отечественной войны. После войны село продолжало развиваться. Строились дома, сейчас имеется школа, где обучается 60 детей, клуб, детский сад, ФАП.
В 1960-е года на территории села находилась тюрьма, осужденные занимались заготовкой и переработкой древесины.
До 1974 года леспромхоз, находившийся на территории села Гудачи, относился к Перемыкинскому, а 3 апреля 1974 года ЛПХ переименовали в Гудачинский. В 1980—1990 гг. лесное хозяйство являлось ведущей отраслью, леспромхоз работал в 3 смены, не хватало рабочих рук, на работу в село начали съезжаться граждане из Молдовы и Украины, несколько человек из которых до настоящего времени проживают в селе. В начале 1990-х годов в леспромхозе существовала ферма, где выращивали коров и свиней. Гудачинский ЛПХ прекратил своё существование в 1998 году.

## Население
| 2002 | 2010 | 2012 | 2013 | 2014 | 2015 | 2016 |
| ---- | ---- | ---- | ---- | ---- | ---- | ---- |
| 460  | ↘398 | ↘387 | ↘370 | ↗377 | ↗379 | ↘377 |
| 2017 | 2018 | 2021 |      |      |      |      |
| ↘370 | ↗372 | ↘304 |      |      |      |      |

## Экономика

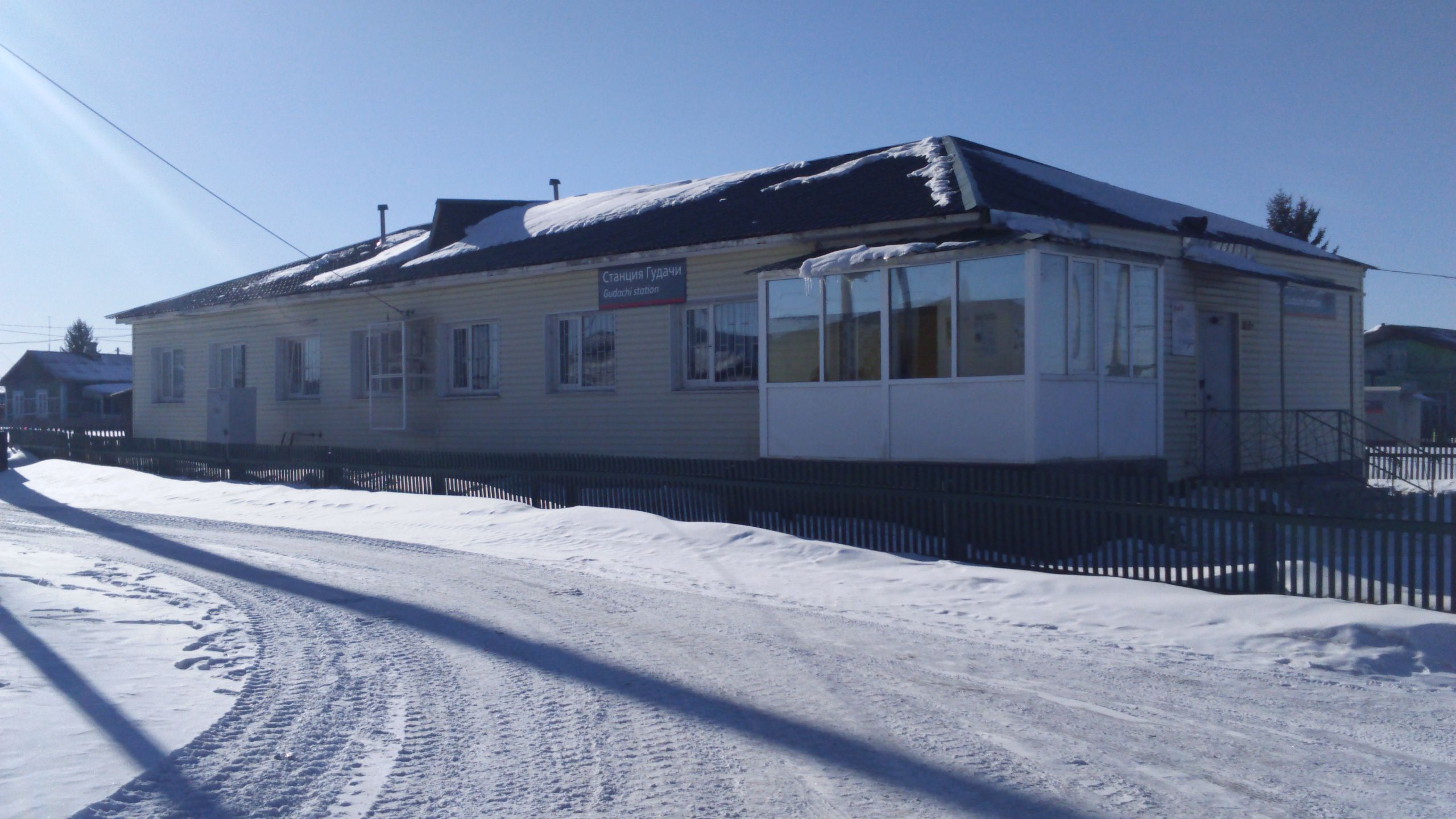
Станция Гудачи

- Предприятия железнодорожного транспорта: 1 эксплуатационный участок ПЧ-14, ЭЧК-36, ШЧ-8, станция Гудачи;
- Предприятия лесной отрасли: ООО «Благлеспром», ООО «Гудачилес»;
- Муниципальная основная общеобразовательная школа на 100 мест;
- Детский сад на 30 мест;
- Сельский дом культуры;
- Фельдшерско-акушерский пункт;
- Почтовое отделение.